# إدي أوتول
إدي أوتول (بالإنجليزية: Eddie O'Toole)‏ هو منافس ألعاب قوى أمريكي، ولد في 28 يونيو 1921، وتوفي في 12 سبتمبر 1997.

## وصلات خارجية
- إدي أوتول على موقع أوليمبيديا (الإنجليزية)